# Ковда (селище)
Ковда (рос. Ковда) — селище у Кандалакському районі Мурманської області Російської Федерації.
Населення становить 37 осіб. Належить до муніципального утворення Зеленоборське міське поселення .

## Населення
| 2002 | 2010 |
| ---- | ---- |
| 73   | ↘37  |